# Erich Kitzmüller
Erich Kitzmüller (* 1931 in Eisenerz) ist österreichischer Sozialwissenschaftler und Wirtschaftsphilosoph.

## Leben
Kitzmüller verfasste 1982 das erste programmatische Papier der Gruppe Alternative Liste Österreichs, einer Vorgängerpartei der Grünen Partei Österreichs.
Seine Themenschwerpunkte sind Geldwirtschaft und Grundeinkommen.

## Publikationen (Auswahl)
- mit Heinz Kuby: Transnationale Wirtschaftspolitik: Zur politischen Ökonomie Europas, Verlag für Literatur und Zeitgeschehen, Hannover 1968.
- mit Heinz Kuby, Rolf Schroers: Die Krise um den Beitritt Englands, Econ-Verlag, Düsseldorf 1969.
- mit Peter Heintel, Luise Gubitzer: Zukunft der Arbeit: die Debatte in Hernstein, Symposion 1995, IFF, Klagenfurt 1996.
- mit Herwig Büchele, Severin Renoldner: Gewalteskalation oder neues Teilen, Thaur 1996, ISBN 3-85400-025-1.
- mit Carina Paul-Horn: Alternative Ökonomie, Aufsatzsammlung, Interuniversitäres Institut für Interdisziplinäre Forschung und Fortbildung Klagenfurt, Springer-Verlag, Wien 1998, ISBN 3-211-83253-X.
- mit Herwig Büchele: Das Geld als Zauberstab und die Macht der internationalen Finanzmärkte, Lit-Verlag, Wien 2004, 2005, ISBN 3-8258-8281-0.[3]